# Adrian Carmack
Adrian Carmack (ur. 5 maja 1969) – amerykański grafik komputerowy.
Był jednym ze współzałożycieli spółki id Software odpowiedzialnej za takie tytuły jak Wolfenstein 3D, Doom czy Quake. Carmack był głównym grafikiem i jednym z głównych udziałowców spółki. Odszedł z id Software w 2005.
W 2014 roku kupił pięciogwiazdkowy hotel w Irlandii.
W 2016 roku wspólnie z Johnem Romero, również współzałożycielem id Software, zapowiedział wydanie nowej gry FPS.